# 24 uur van Le Mans 1973

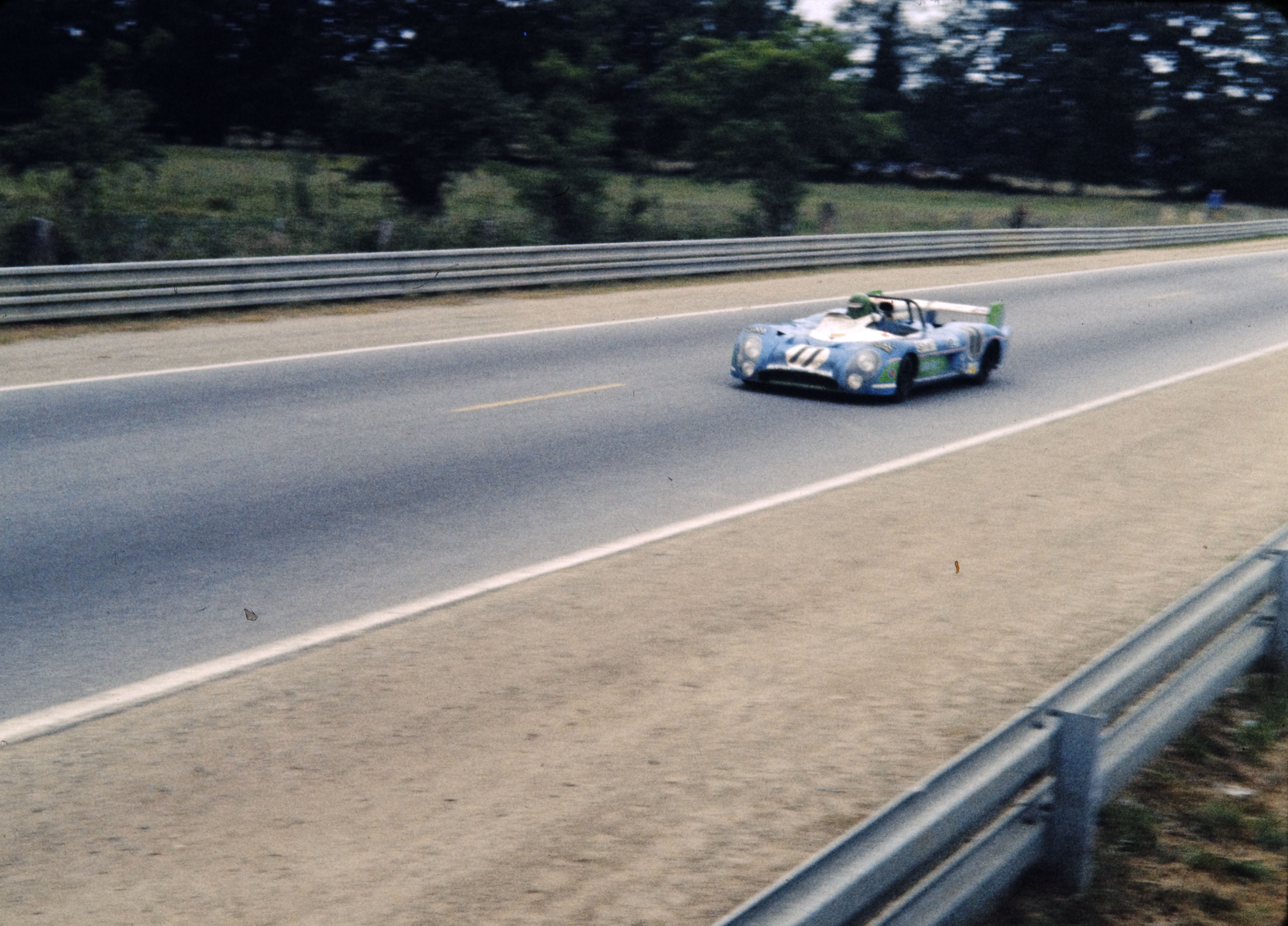
De winnende auto: de Matra-Simca MS670B #11.

De 24 uur van Le Mans 1973 was de 41e editie van deze endurancerace. De race werd verreden op 9 en 10 juni 1973 op het Circuit de la Sarthe nabij Le Mans, Frankrijk.
De race werd gewonnen door de Equipe Matra-Simca Shell #11 van Henri Pescarolo en Gérard Larrousse. Pescarolo behaalde zijn tweede Le Mans-zege, terwijl Larrousse zijn eerste overwinning behaalde. De GTS 5.0-klasse werd gewonnen door de Automobiles Charles Pozzi #39 van Vic Elford en Claude Ballot-Léna. De GTS 3.0-klasse werd gewonnen door de Kremer Racing Team #45 van Erwin Kremer, Paul Keller en Clemens Schickentanz. De TS 5.0-klasse werd gewonnen door de BMW Motorsport #51 van Toine Hezemans en Dieter Quester. De GTS +5.0-klasse werd gewonnen door de Greder Racing Team #30 van Henri Greder en Marie-Claude Beaumont.

## Race
Winnaars in hun klasse zijn vetgedrukt. Auto's die minder dan 70% van de afstand van de winnaar (248 ronden) hadden afgelegd werden niet geklasseerd. De #62 Automobiles Ligier werd gediskwalificeerd omdat de olie van deze auto te vroeg werd bijgevuld.
| Pos. | Klasse   | No. | Team                                 | Coureurs                                               | Chassis                 | Motor                       | Banden | Ronden |
| ---- | -------- | --- | ------------------------------------ | ------------------------------------------------------ | ----------------------- | --------------------------- | ------ | ------ |
| 1    | S 3.0    | 11  | Equipe Matra-Simca Shell             | Henri Pescarolo Gérard Larrousse                       | Matra-Simca MS670B      | Matra 3.0L V12              | G      | 355    |
| 2    | S 3.0    | 16  | SpA Ferrari SEFAC                    | Arturo Merzario Carlos Pace                            | Ferrari 312PB-73        | Ferrari 3.0L F12            | G      | 349    |
| 3    | S 3.0    | 12  | Equipe Matra-Simca Shell             | Jean-Pierre Jabouille Jean-Pierre Jaussaud             | Matra-Simca MS670B      | Matra 3.0L V12              | G      | 331    |
| 4    | S 3.0    | 46  | Martini Racing Team                  | Herbert Müller Gijs van Lennep                         | Porsche 911 Carrera RSR | Porsche 2.8L F6             | D      | 328    |
| 5    | S 3.0    | 3   | Escuderia Montjuïch Haberthur Racing | Juan Fernández Francisco Torredemer Bernard Chenevière | Porsche 908/03          | Porsche 3.0L F8             | G      | 319    |
| 6    | GTS 5.0  | 39  | Automobiles Charles Pozzi            | Vic Elford Claude Ballot-Léna                          | Ferrari 365 GTB/4       | Ferrari 4.4L V12            | M      | 316    |
| 7    | S 3.0    | 4   | Guillermo Ortega                     | Guillermo Ortega Fausto Morello                        | Porsche 908/02K         | Porsche 3.0L F8             | G      | 316    |
| 8    | GTS 3.0  | 45  | Kremer Racing Team                   | Erwin Kremer Paul Keller Clemens Schickentanz          | Porsche 911 Carrera RSR | Porsche 2.8L F6             | D      | 316    |
| 9    | GTS 5.0  | 40  | Automobiles Charles Pozzi            | Alain Serpaggi José Dolhem                             | Ferrari 365 GTB/4       | Ferrari 4.4L V12            | M      | 315    |
| 10   | GTS 3.0  | 63  | Gelo Racing Team                     | Georg Loos Jürgen Barth                                | Porsche 911 Carrera RSR | Porsche 2.8L F6             | D      | 311    |
| 11   | TS 5.0   | 51  | BMW Motorsport                       | Toine Hezemans Dieter Quester                          | BMW 3.0 CSL             | BMW 3.3L S6                 | D      | 307    |
| 12   | GTS +5.0 | 30  | Greder Racing Team                   | Henri Greder Marie-Claude Beaumont                     | Chevrolet Corvette C3   | Chevrolet 7.0L V8           | M      | 303    |
| 13   | GTS 5.0  | 38  | North American Racing Team           | François Migault Luigi Chinetti jr.                    | Ferrari 365 GTB/4       | Ferrari 4.4L V12            | G      | 299    |
| 14   | GTS 3.0  | 48  | Sonauto BP Racing                    | Peter Gregg Guy Chasseuil                              | Porsche 911 Carrera RSR | Porsche 2.8L F6             | G      | 298    |
| 15   | S 3.0    | 60  | Scuderia Brescia Corse               | Carlo Facetti Marsillio Pasotti Teodoro Zeccoli        | Alfa Romeo Tipo 33TT3   | Alfa Romeo 3.0L V8          | G      | 298    |
| 16   | GTS 3.0  | 41  | Schiller Racing Team                 | Jean Selz Florian Vetsch                               | Porsche 911 Carrera RS  | Porsche 2.7L F6             | F      | 298    |
| 17   | GTS 3.0  | 42  | R. Mazzia                            | Pierre Mauroy Marcel Mignot                            | Porsche 911 Carrera RS  | Porsche 2.8L F6             | D      | 290    |
| 18   | GTS +5.0 | 69  | Écurie Léopard                       | Jean-Claude Aubriet Jean-Claude Depince                | Chevrolet Corvette C3   | Chevrolet 7.0L V8           | M      | 282    |
| 19   | S 3.0    | 18  | Claude Laurent                       | Claude Laurent Martial Delalande Jacques Marché        | Ligier JS2              | Maserati 3.0L V6            | M      | 270    |
| 20   | GTS 5.0  | 34  | Ecurie Francorchamps                 | Jean-Claude Andruet Richard Bond                       | Ferrari 365 GTB/4       | Ferrari 4.4L V12            | G      | 270    |
| 21   | S 3.0    | 52  | Wicky Racing Team                    | André Wicky Max Cohen-Olivar Philippe Carron           | Porsche 908/02K         | Porsche 3.0L F8             | F      | 270    |
| DNF  | S 3.0    | 15  | SpA Ferrari SEFAC                    | Jacky Ickx Brian Redman                                | Ferrari 312PB-73        | Ferrari 3.0L F12            | G      | 332    |
| DNF  | GTS 5.0  | 6   | North American Racing Team           | Sam Posey Milt Minter                                  | Ferrari 365 GTB/4       | Ferrari 4.4L V12            | G      | 254    |
| DNF  | TS 3.0   | 55  | Ford Motorenwerke Deutschland        | Dieter Glemser John Fitzpatrick Hans Heyer             | Ford Capri LV           | Ford 3.0L V6                | D      | 239    |
| DNF  | S 2.0    | 25  | Michel Dupont                        | Michel Dupont Paul Blancpain                           | Chevron B23             | Cosworth FVC 1980cc S4      | F      | 229    |
| DNF  | GTS 5.0  | 33  | J.C. Bamford Excavators              | Neil Corner Willie Green                               | Ferrari 365 GTB/4       | Ferrari 4.4L V12            | M      | 214    |
| DNF  | GTS 5.0  | 37  | North American Racing Team           | Rubén Luis di Palma Néstor García Veiga                | Ferrari 365 GTB/4       | Ferrari 4.4L V12            | G      | 211    |
| DNF  | GTS 5.0  | 36  | North American Racing Team           | Bob Grossman Lucien Guitteny                           | Ferrari 365 GTB/4       | Ferrari 4.4L V12            | G      | 192    |
| DNF  | S 3.0    | 19  | Automobiles Ligier                   | Alain Couderc Jean-Pierre Paoli                        | Ligier JS2              | Maserati 3.0L V6            | M      | 174    |
| DNF  | GTS 5.0  | 56  | Shark Racing Team                    | Jean-Claude Guérie Cyril Grandet                       | Ferrari 365 GTB/4       | Ferrari 4.4L V12            | D      | 174    |
| DNF  | S 3.0    | 7   | Équipe Gitanes Cigarettes de France  | Jean-Louis Lafosse Reine Wisell Hughes de Fierlandt    | Lola T282               | Ford Cosworth DFV 3.0L V8   | G      | 164    |
| DNF  | S 3.0    | 8   | Gulf Research Racing                 | Derek Bell Howden Ganley                               | Mirage M6               | Cosworth DFV 3.0L V8        | F      | 163    |
| DNF  | TS 5.0   | 50  | BMW Motorsport                       | Chris Amon Hans-Joachim Stuck                          | BMW 3.0 CSL             | BMW 3.3L S6                 | D      | 162    |
| DNF  | S 3.0    | 17  | SpA Ferrari SEFAC                    | Tim Schenken Carlos Reutemann                          | Ferrari 312PB-73        | Ferrari 3.0L F12            | G      | 162    |
| DNF  | S 3.0    | 10  | Equipe Matra-Simca Shell             | François Cevert Jean-Pierre Beltoise                   | Matra-Simca MS670B      | Matra 3.0L V12              | G      | 157    |
| DNF  | TS 3.0   | 53  | Ford Motorenwerke Deutschland        | Jean Vinatier Helmuth Koinigg Gerry Birrell            | Ford Capri LV           | Ford 3.0L V6                | D      | 152    |
| DNF  | S 2.0    | 22  | Raymond Touroul                      | Raymond Touroul Jean-Pierre Rouget                     | Porsche 910             | Porsche 1985cc F6           | D      | 142    |
| DNF  | GTS 3.0  | 49  | Jean Egreteaud                       | Jean Egreteaud Jean-Claude Lagniez                     | Porsche 911 Carrera RS  | Porsche 2.8L F6             | D      | 140    |
| DNF  | S 3.0    | 9   | Gulf Research Racing                 | Mike Hailwood John Marshall Watson Vern Schuppan       | Mirage M6               | Cosworth DFV 3.0L V8        | F      | 122    |
| DNF  | GTS 3.0  | 44  | Porsche Club Romand                  | Jean-François Piot Peter Zbinden                       | Porsche 911 Carrera RS  | Porsche 2.8L F6             | D      | 110    |
| DNF  | GTS 3.0  | 43  | Max Moritz Racing Team               | Gerd Qvist Manfred Laub Jürgen Zink                    | Porsche 911 Carrera RS  | Porsche 2.8L F6             | G      | 103    |
| DNF  | GTS 3.0  | 78  | J. Sage                              | Hervé Bayard René Ligonnet                             | Porsche 911 Carrera RS  | Porsche 2.8L F6             | F      | 95     |
| DNF  | S 2.0    | 21  | Pierre Maublanc                      | Pierre Maublanc Robert Mieusset                        | Chevron B21/B23         | BMW-Schnitzer M12 1991cc S4 | F      | 90     |
| DNF  | S 3.0    | 14  | Equipe Matra-Simca Shell             | Patrick Depailler Bob Wollek                           | Matra-Simca MS670B      | Matra 3.0L V12              | G      | 84     |
| DNF  | S 3.0    | 5   | Duckhams Oil Motor Racing            | Alain de Cadenet Chris Craft                           | Duckhams LM72           | Cosworth DFV 3.0L V8        | D      | 81     |
| DNF  | S 2.5    | 26  | Sigma Automotive                     | Tetsu Ikuzawa Hiroshi Fushida Patrick Dal Bo           | Sigma MC73              | Mazda 12A 2-Rotor           | B      | 79     |
| DNF  | S 3.0    | 47  | Martini Racing Team                  | Reinhold Joest Claude Haldi                            | Porsche 911 Carrera RSR | Porsche 2.8L F6             | D      | 65     |
| DNF  | S 2.0    | 28  | Jacques Henry                        | Jacques Henry Fred Stalder Bernard-Etienne Grobot      | Lola T290               | Cosworth FVC 1850cc S4      | G      | 64     |
| DNF  | S 2.0    | 27  | Escuderia Montjuïch                  | José Juncadella Jorge de Bagration                     | Chevron B23             | Cosworth FVC 1930cc S4      | F      | 52     |
| DNF  | S 3.0    | 61  | Daniel Rouveyran                     | Daniel Rouveyran Christian Mons Christian Ethuin       | Lola T280/282           | Cosworth DFV 3.0L V8        | G      | 38     |
| DNF  | GTS +5.0 | 29  | John Greenwood Racing                | John Greenwood Bob Johnson                             | Chevrolet Corvette C3   | Chevrolet 7.1L V8           | BF     | 37     |
| DSQ  | S 3.0    | 62  | Automobiles Ligier                   | Guy Ligier Jacques Laffite                             | Ligier JS2              | Maserati 3.0L V6            | M      | 24     |
| DNF  | S 2.0    | 2   | Dinitrol Total Blancpain             | Roger Dubois Christine Beckers Pierre Pagani           | Chevron B21/23          | Cosworth FVC 1796cc S4      | M      | 9      |
| DNF  | TS 3.0   | 54  | Ford Motorenwerke Deutschland        | Gerry Birrell Hans Heyer                               | Ford Capri RS           | Ford 3.0L V6                | D      | 4      |
| DNF  | TS 5.0   | 58  | Wicky Racing Team                    | Walter Brun Cox Kocher Jean-Pierre Aeschlimann         | BMW 3.0 CSL             | BMW 3.3L S6                 | F      | 1      |
| DNS  | S 3.0    | 57  | Christian Poirot                     | Christian Poirot Jean Rondeau Jürgen Barth             | Porsche 908/02K         | Porsche 3.0L F8             | D      | 0      |
| DNQ  | S 2.0    | 65  | M. Elkoubi                           | Yves Martin Ugo Locatelli Massimo Martino              | ACE PB-2                | Cosworth BDA 1898cc S4      | G      | 0      |
| DNQ  | S 2.0    | 66  | Promoto Racing Services              | Brian Robinson José Uriarte Hervé Leguellec            | Chevron B19/21          | Cosworth FVC 1850cc S4      | F      | 0      |
| DNS  | GTS +5.0 | 68  | John Greenwood Racing                | Don Yenko Ron Grable Jim Greendyke                     | Chevrolet Corvette C3   | Chevrolet 7.0L V8           | BF     | 0      |
| DNQ  | GTS 3.0  | 75  | Porsche Club Romand                  | Pierre Greub Paul Keller Philippe Farjon               | Porsche 911 Carrera RS  | Porsche 2.8cc F6            | D      | 0      |
| DNQ  | GTS 3.0  | 84  | Louis Meznarie                       | Jean-Claude Boucher Jacques Guérin Didier Jaunet       | Porsche 911 Carrera RS  | Porsche 2.8cc F6            | D      | 0      |

1923 · 1924 · 1925 · 1926 · 1927 · 1928 · 1929 · 1930 · 1931 · 1932 · 1933 · 1934 · 1935 · 1936 · 1937 · 1938 · 1939 · 1940 - 1948 · 1949 · 1950 · 1951 · 1952 · 1953 · 1954 · 1955 (Ramp) · 1956 · 1957 · 1958 · 1959 · 1960 · 1961 · 1962 · 1963 · 1964 · 1965 · 1966 · 1967 · 1968 · 1969 · 1970 · 1971 · 1972 · 1973 · 1974 · 1975 · 1976 · 1977 · 1978 · 1979 · 1980 · 1981 · 1982 · 1983 · 1984 · 1985 · 1986 · 1987 · 1988 · 1989 · 1990 · 1991 · 1992 · 1993 · 1994 · 1995 · 1996 · 1997 · 1998 · 1999 · 2000 · 2001 · 2002 · 2003 · 2004 · 2005 · 2006 · 2007 · 2008 · 2009 · 2010 · 2011 · 2012 · 2013 · 2014 · 2015 · 2016 · 2017 · 2018 · 2019 · 2020 · 2021 · 2022 · 2023 · 2024